# Torre San Tommaso
La Torre o Torre San Tommaso è una frazione di circa 250 abitanti del comune di Urbino, nella provincia di Pesaro e Urbino, nelle Marche.
Il suo nome deriva in parte dalla vicina chiesa di San Tommaso di Viapiana, in parte dal fortilizio che fino al XVIII secolo sorgeva sulla parte più alta, dove oggi si trova la chiesa parrocchiale, dotato di alcune torri di avvistamento che dominavano la valle di accesso di Urbino provenendo da Pesaro. Di questa fortificazione rimane solamente un disegno della sua vista dal monastero di San Tommaso, così come lo vedevano i monaci lì residenti.
La frazione è conosciuta per la festa che si tiene nel paese in estate, La Torre in festa, che di solito si tiene nella seconda settimana di Luglio.

## Geografia fisica
È una frazione situata sui colli delle Cesane, a nord est di Urbino. Il piccolo paese è un centro di riferimento per tutte le Cesane.

## Monumenti e luoghi d'interesse
Chiesa parrocchiale di San Tommaso
Si tratta di una chiesa di recente costruzione (anni novanta del XX secolo) che costituisce il centro della frazione, ma che riprende la propria denominazione dalla chiesa di San Tommaso in Via Piana. A questa fanno capo le vicine chiese di Santa Maria delle Selve nuova e dei Santi Cosma e Damiano in località Palazzo del Piano. L'interno è ad aula unica rettangolare, con un solo altare.
Oratorio della Madonna del Buon Consiglio e di San Luigi Gonzaga
È un oratorio, a croce latina, di proprietà privata, situato nel centro della frazione. Risale al XVIII secolo.
Chiesa di San Tommaso in Via Piana
Situata a poca distanza dalla frazione, verso nord-est. Risale al XII - XIII secolo, ma vicino al sito in cui sorgeva lo scomparso castello di Via Piana. In origine fu soggetta alla pieve di San Giovanni Battista di Colonna. Nella prima metà del XVII secolo fu elevata a sede parrocchiale. L'aspetto odierno è però frutto di una ristrutturazione ottocentesca. È proprietà di privati.
Nuova Chiesa di Santa Maria delle Selve
Si trova, in località Ca' Spineto, a circa 3 km a sud dalla frazione, lungo la strada che collega Urbino a Fossombrone tra i colli delle Cesane. È una chiesa di recente costruzione (consacrata nel 1970) che riprende il nome da una chiesa vicina abbandonata e risalente al XII - XIII secolo. L'interno è ad aula unica, con un solo altare, inoltre vi sono stati spostati dalla chiesa più antica, il dipinto della Madonna con Bambino, venerato come Mater Gratiae, ed il fonte battesimale.
Chiesa dei Santi Cosma e Damiano
Si trova a poca distanza da questa frazione, in località Palazzo del Piano. In passato era legata alla pieve di San Vitale, sempre nella stessa località; tale dipendenza fa ipotizzare che la suddetta chiesa sia di origini molto antiche, almeno risalenti al XVI secolo.
Chiesa di Sant'Apollinare in Via Piana
Sorge in località Via Piana, a nord-est della frazione. Si tratta di una chiesa risalente all'anno mille, da cui dipendevano altre chiese vicine, tra cui alcune di Petriano e la chiesa di Sant'Egidio in Via Piana, ormai deruta. È aggregata alla parrocchia della Torre.
Albero di Palazzo del Piano
Si tratta di una roverella, inserita dal Ministero delle politiche agricole, alimentari e forestali nell'elenco nazionale degl'alberi monumentali secondo la legge 10/2013. In quanto ha un'età di circa 350 anni, ha un'altezza di 22 metri, una circonferenza del fusto di 520 centimetri e si trova ad una altitudine di 300 s.l.m.

## Economia
La sua economia è principalmente legata al settore agricolo. Oltre ad un naturale legame con il capoluogo comunale.

## Infrastrutture e trasporti
La frazione è collegata con il capoluogo comunale dalla Strada Provinciale delle Cesane (7 Km) e tramite la via Sant'Egidio è collegata alla strada provinciale 423, la principale arteria di collegamento tra Urbino e Pesaro. A metà strada tra Viapiana e il centro della frazione c'è un cimitero.

## Sport

### Calcio
La frazione ha una propria squadra dal 1980, denominata Torre calcio, che attualmente milita in Terza Categoria.

### Strutture sportive
Un campo sportivo, situato nella sottodivisione Viapiana.